# Stylaster campylecus
Stylaster campylecus är en nässeldjursart. Stylaster campylecus ingår i släktet Stylaster och familjen Stylasteridae.

## Underarter
Arten delas in i följande underarter:
- S. c. campylecus
- S. c. parageus
- S. c. trachystomus
- S. c. tylotus